# سادبری، لندن
سادبری (به انگلیسی: Sudbury) یک ناحیه و حومه شهر در بریتانیا است که در منطقه برنت لندن واقع شده‌است. سادبری ۱۴٬۹۵۰ نفر جمعیت دارد.